# Jinnan
Jinnan är ett stadsdistrikt i storstadsområdet Tianjin i norra Kina.
Distriktet är indelat i tre stadsdelsdistrikt (jiedao) och åtta köpingar (zhen). Därutöver finns fyra zoner för industriell utveckling och utbildning.
Stadsdelsdistrikt:
- Haitang (海棠街道)
- Shuanglin (双林街道)
- Shuangxin (双新街道)

Köpingar:
- Balitai (八里台镇)
- Beizhakou (北闸口镇)
- Gegu (葛沽镇)
- Shuanggang (双港镇)
- Shuangqiaohe (双桥河镇)
- Xianshuigu (咸水沽镇)
- Xiaozhan (小站镇)
- Xinzhuang (辛庄镇)